# إبراهيم بن المنذر الخزامي
إبراهيم بن المنذر بن المغيرة الأسدي الخزامي، أبو إسحاق المدني، روى عن مالك وابن عيينة، وروى عنه البخاري وابن ماجه والترمذي. مات سنة 236 هجرية.